# Timbro (araldica)

Stemma del municipio di Reus, con una tiara quale timbro.

Timbro in araldica indica l'ornamento posto al di sopra dello scudo.

## Caratteristiche
Il timbro serve ad indicare la qualità (cioè il grado di nobiltà) del possessore dello stemma; le persone non nobili potevano bensì avere un'arma ma doveva non essere timbrata. 
Lo scudo può essere timbrato da corone, elmi, cimieri o da altri elementi quali ad esempio la tiara .
Il grado di nobiltà del titolare dello scudo è indicato dal tipo di corona usata nel timbro e dalla sua posizione. La corona posta sopra il lato superiore dello scudo è detta corona personale ed evidenzia il titolo nobiliare dello specifico individuo che porta quello stemma, mentre quella posta sopra l'elmo (corona familiare) indica il titolo nobiliare più elevato tra quelli di cui si fregia la famiglia del titolare dello stemma.

La corona personale è posata sullo scudo, quella familiare cima l'elmo del cimiero